# Metropolitan Tabernacle

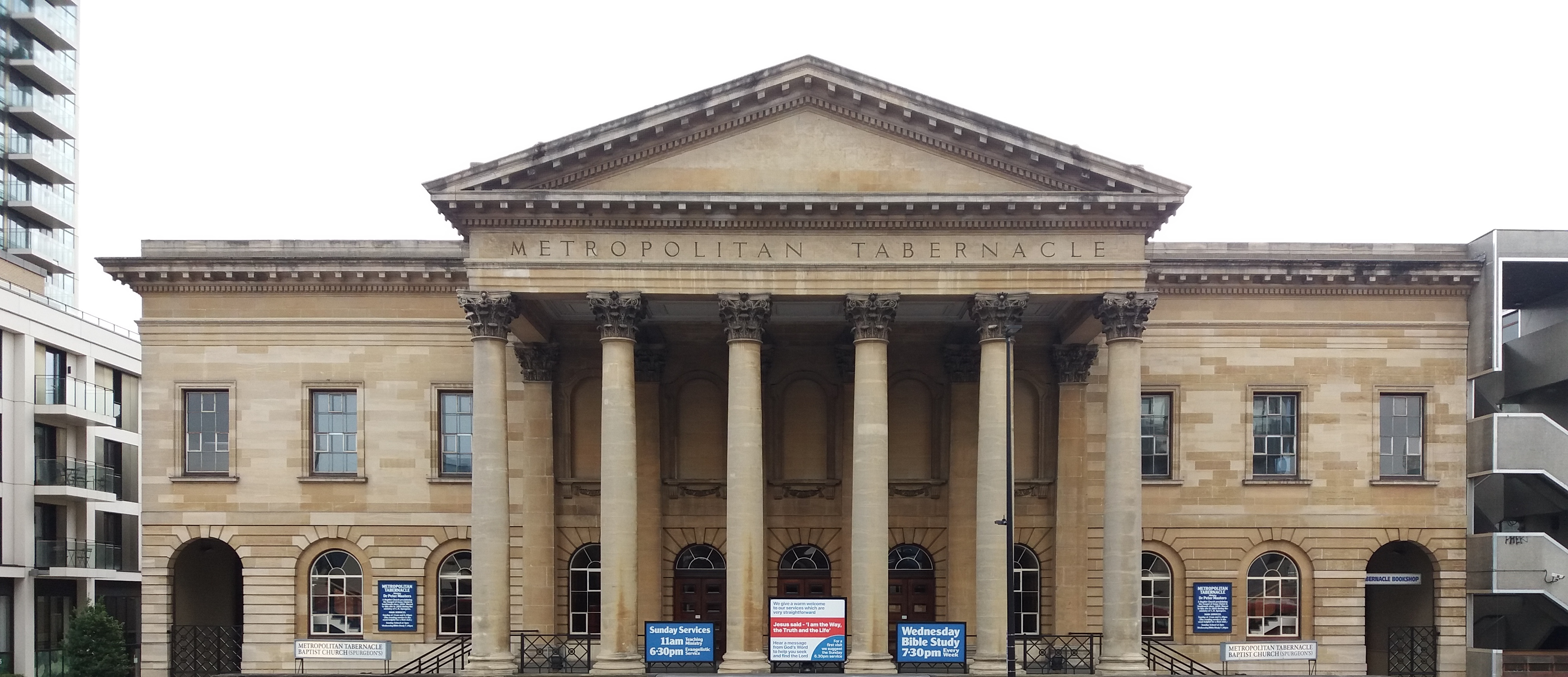
Metropolitan Tabernacle 2019

Der Metropolitan Tabernacle ist eine große reformiert-baptistische Kirche in Elephant and Castle in London. Die Tabernacle Gemeinde geht auf das Jahr 1650 zurück, 30 Jahre nachdem die Puritaner und Pilger von Southwark in die Neue Welt aufbrachen und nachdem das Parlament die Zusammenkünfte der Baptisten verboten hatte. Weltbekannt wurde der Metropolitan Tabernacle durch seinen Prediger Charles Haddon Spurgeon. Die Gemeinde wuchs durch ihn so stark, dass sie schon bald Versammlungen von 10.000 Menschen aufwies. Daher musste der Tabernacle von seinem ursprünglichen Ort in der New Park Street Chapel einige Male umziehen und ließ sich schließlich an seinem heutigen Ort nieder, wo die Märtyrer Southwarks verbrannt wurden. Daher trägt der Grundstein auch die Inschrift "Das Blut der Märtyrer ist die Saat der Kirche." 
Durch den Zweiten Weltkrieg sank die Anzahl der Gemeindemitglieder stark. Als Dr. Peter Master 1970 der neue Pastor wurde, hatte er eine Gemeinde von 30 Personen, doch diese Zahl hat sich im Laufe der vergangenen 38 Jahre auf schätzungsweise 1000 erhöht. Der Metropolitan Tabernacle ist inzwischen groß genug, um eine alljährliche School of Theology abzuhalten, sowie eine Teilzeit-Ausbildung für reformierte Pastoren anzubieten. 

## Gottesdienste und weitere Veranstaltungen
Die Kirche hält zwei Gottesdienste am Sonntag. Einen morgens um 11 Uhr, in dem fortlaufend biblische Texte ausgelegt werden, und einen nachmittags um 18.30 Uhr, welcher besonders der Verkündigung des Evangeliums an Suchende dient. Die Gottesdienste umfassen neben der Predigt, die 35–45 Minuten dauert, das Singen von Hymnen und Psalmen. Darüber hinaus gibt es eine Sonntagsschule für Kinder, sowie einen Bibelunterricht und einen Unterricht in christlicher Lehre.
Unter der Woche ist montags ein Gebetstreffen und mittwochs um 19.30 Uhr ein Bibelstudium, in dem ebenfalls Gottes Wort gelehrt wird. Dieses wird von ungefähr 500 Menschen besucht. Alle Predigten und Bibelstudium können über die Homepage der Gemeinde heruntergeladen werden. Jeden Donnerstagabend wird zudem ein Bibelstudium und Gebetskreis für Gehörlose angeboten.
Samstags nachmittags findet ein Bibelstudium für diejenigen Chinesen statt, die immer noch Probleme mit der englischen Sprache haben. Dazu werden die Predigten inzwischen ebenfalls in Mandarin angeboten.

## Weitere Angebote des geistlichen Amtes
TV und Rundfunk
Die Gottesdienste werden täglich auf den Fernsehsendern UCB TV und Sky 677 ausgestrahlt, darüber hinaus werden die Predigten von fünf Radiosendern in den USA und Neuseeland ins Programm genommen.
Sword & Trowel
Das Sword & Trowel Magazin erschien das erste Mal 1863 unter C.H. Spurgeon und genießt inzwischen eine große Leserschar weltweit, speziell unter Pfarrern und Kirchenleitern. 2003 wechselte das Magazin sein Format und erscheint jetzt jeweils mit einer Buchveröffentlichung zusammen. Die große Zahl der Abonnenten ermöglicht es sowohl dem Magazin, als auch den Büchern, zu einem sehr niedrigen Preis angeboten zu werden.
Jährliche School of Theology
Die jährliche School of Theology des Tabernacle fand das erste Mal im Jahr 1976 statt, seitdem jeweils über drei Tage in der ersten Juliwoche. Details über die Themen und Redner werden bereits im jeweiligen März veröffentlicht.
Tabernacle Bookshop
Das besondere am Tabernacle Bookshop ist, dass sämtlichen angebotenen Büchern eine gut fundierte reformierte Lehre zugrunde liegt. Der Buchladen legt großen Wert darauf, Bücher, die eine zweifelhafte Glaubenslehre vertreten, aus dem Sortiment herauszuhalten.
London Reformed Baptist Seminary
Das Priesterseminar LRBS begann 1976 als ein Teilzeitkurs über vier Jahre. Die Studenten setzen sich zusammen aus Pastoren, Laienpredigern, Kirchenleitern und Männern, die ein starkes Interesse an Theologie haben. Das Studium beinhaltet ein intensives Leseprogramm, sowie einmal pro Monat eine ganztägige Vorlesungsreihe.
Geistliche Ämter im Ausland
Der Tabernacle unterstützt zurzeit weltweit 20 Pastoren und deren Kirchengründungen, viele von ihnen besuchten das LRBS für ihre Ausbildung. Vom Tabernacle unterstützte Kirchen finden sich in Belarus, Ghana (vier), Indien (drei), Indonesien, Mali, Nepal, Nigeria, Pakistan, den Philippinen, Rumänien, St. Lucia, der Slowakei, Spanien, sowie Sri Lanka und Simbabwe.    
Lessons for Life Projekt
Dieses Projekt hat das Ziel, Sonntagsschulen im Vereinigten Königreich und dem Ausland zu fördern. Um dies zu erreichen, wurde Anfang der 1990er eine Buchreihe ins Leben gerufen, welche die biblische Lehre mit grafischen Hilfsmitteln für Kinder einfach verständlich macht. Die Bücher wurden inzwischen ins Französische und ins Bengalische übersetzt. Weitere Übersetzungen finden momentan statt ins Portugiesische, Spanische und Chinesische.

## Pastoren

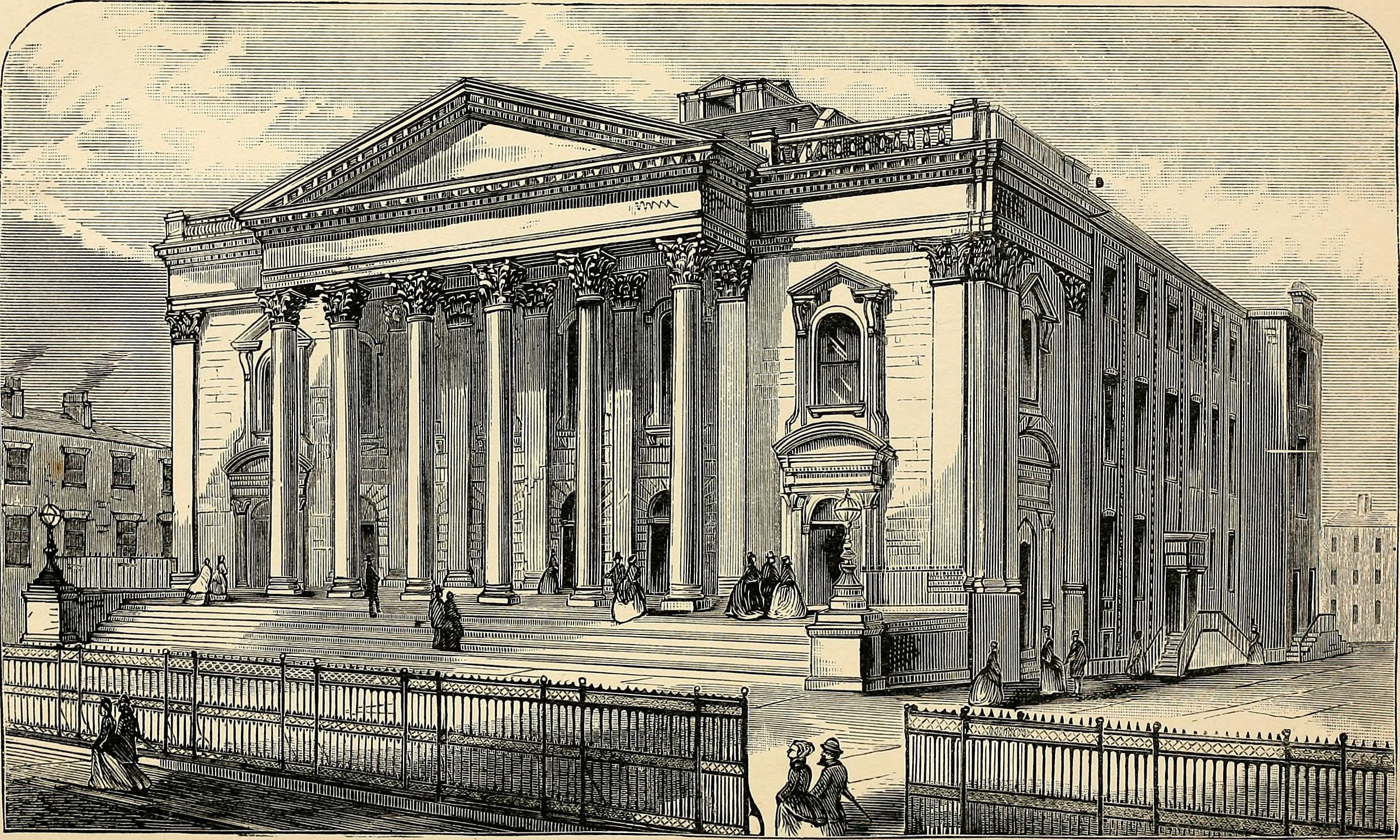
Metropolitan Tabernacle, Stich, 1884

- William Rider, 1653–1665 (12 Jahre)
- Benjamin Keach, 1668–1704 (36 Jahre)
- Benjamin Stinton, 1704–1718 (14 Jahre)
- Dr. John Gill, 1720–1771 (51 Jahre)
- Dr. John Rippon, 1773–1836 (63 Jahre)
- Joseph Angus, 1837–1839 (2 Jahre)
- James Smith, 1841–1850 (8,5 Jahre)
- William Walters, 1851–1853 (2 Jahre)
- Charles Haddon Spurgeon, 1854–1892 (38 Jahre)
- Arthur Tappan Pierson, 1891–1893 (2 Jahre)
- Thomas Spurgeon, 1893–1908 (15 Jahre)
- Archibald G Brown, 1908–1911 (3 Jahre)
- Dr. Amzi Clarence Dixon, 1911–1919 (8 Jahre)
- Harry Tydeman Chilvers, 1919–1935 (15,5 Jahre)
- Dr. W Graham Scroggie, 1938–1943 (5 Jahre)
- W G Channon, 1944–1949 (5 Jahre)
- Gerald B Griffiths, 1951–1954 (3 Jahre)
- Eric W Hayden, 1956–1962 (6 Jahre)
- Dennis Pascoe 1963–1969 (6 Jahre)
- Dr. Peter Masters, 1970-bis jetzt